# Zakłady Artystyczno-Badawcze
Zakłady Artystyczno-Badawcze (ZAB) – eksperymentalna jednostka projektowo-dydaktyczna działająca w latach 1954–1977 na Wydziale Architektury Wnętrz Akademii Sztuk Pięknych w Warszawie.

## Historia
Zakłady zostały powołane 1 stycznia 1954 r. przez rektora ASP Mariana Wnuka (Zakłady Doświadczalne) i działały w ramach nowo powołanego Wydziału Architektury Wnętrz. Zostały stworzone dla realizacji zleceń Polskiej Izby Handlu Zagranicznego. Główną postacią zakładów był Jerzy Sołtan. Tworzył on wyjątkową w czasach realizmu socjalistycznego enklawę awangardy sztuk projektowych, gromadząc wokół siebie artystów z różnych dziedzin: malarzy, rzeźbiarzy, architektów oraz grafików. W unikalnej „metodzie integracyjnej”, we współpracy ze studentami, powstawały awangardowe projekty architektoniczne, wnętrzarskie i wzornictwa przemysłowego. Były nacechowane nowoczesnymi ideami: systemem Modulor Le Corbusiera, Teorią formy otwartej Oskara Hansena i metodą zespołowej pracy Waltera Gropiusa (metoda integracyjna).
Lata 60. XX wieku były latami odchodzenia od idei dydaktycznych zakładów na rzecz „produkcji”, coraz częstszych wyjazdów zagranicznych Sołtana i emigracją do USA w 1967 r. Ostatecznie Zakłady Artystyczno-Badawcze pozostały tylko w formalnym związku z uczelnią i wraz z powstaniem Wydziału Wzornictwa Przemysłowego w 1977 r. zostały rozwiązane.

## Projekty i artyści (wybór)
- Zespół sportowy „Warszawianka” (Wojciech Fangor, Jerzy Sołtan, Zbigniew Ihnatowicz)[2].
- Pawilon „Tropik” na targi w Damaszku (Oskar Hansen, Lech Tomaszewski) 1954–1956.
- Pawilon na wystawę Expo'58 w Brukseli (Jerzy Sołtan, Zofia Hansen, Zofia Antosik, Witold Janowski, Jan Kosiński, Krzysztof Meisner, Lechosław Rosiński).
- Ambasada polska w Pekinie.
- Pylony wejściowe terenów Targów Poznańskich 1956 (Magdalena Abakanowicz).
- Aparat fotograficzny Alfa, proj. Krzysztof Meisner i Olgierd Rutkowski, 1959.
- Obudowa pierwszego tranzystorowego komputera dla PAN (Siemek, Cieślar, Rutkowski, Wróblewski).
- Bar „Wenecja” 1961 (J. Sołtan, Z. Ihnatowicz)[3].
- Wnętrze dworca kolejowego Warszawa Śródmieście, proj. Zbigniew Ihnatowicz, Jerzy Sołtan, Wojciech Fangor, 1963[4].
- Magnetowid MTV-10, ZRK 1969[5]